# Colli del Trasimeno spumante classico
Il Colli del Trasimeno spumante classico è un vino DOC la cui produzione è consentita nella provincia di Perugia.

## Caratteristiche organolettiche
- colore: paglierino più o meno intenso - spuma a grana fine e persistente
- odore: gradevole, caratteristico
- sapore: asciutto, armonico

## Produzione
Provincia, stagione, volume in ettolitri
- nessun dato disponibile